# Patente di guida giapponese
In Giappone, una patente di guida (運転免許?, Unten menkyo) è richiesta quando si guida un'auto, una moto o un ciclomotore su strade pubbliche. Le patenti di guida sono rilasciate dalle commissioni di pubblica sicurezza dei governi prefettizi e sono regolate su base nazionale dall’Agenzia nazionale di polizia (Giappone).

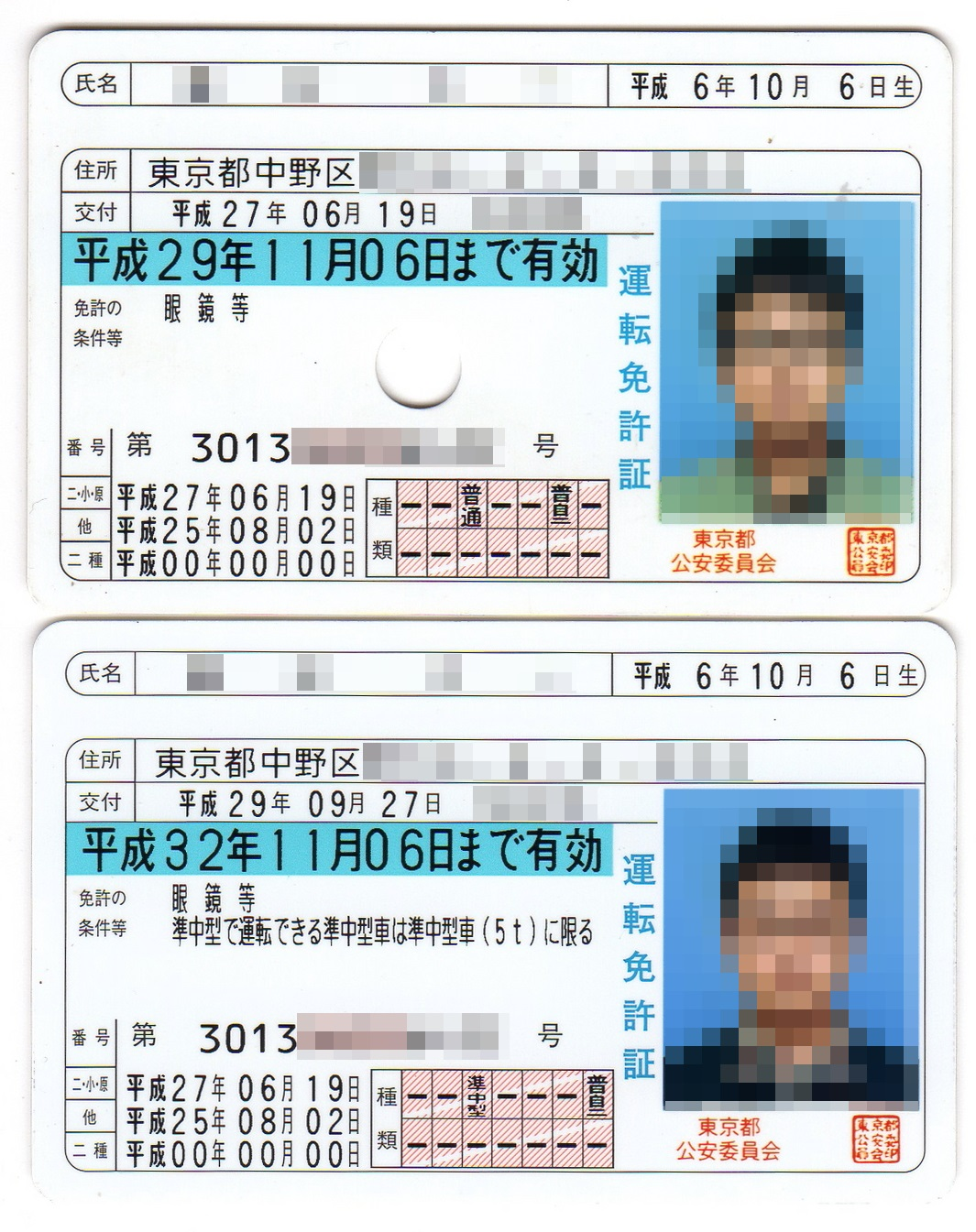
Esempio di patente di guida giapponese

## Tipi di patente
Le licenze giapponesi sono divise per livello di esperienza e per tipo di veicolo.
| Nome                | Giapponese     | Descrizione |
| ------------------- | -------------- | --- |
| Patente provvisoria | 仮運転免許     | Rilasciata a un allievo di scuola guida in procinto di ottenere la patente di Classe 1 (molto simile al foglio rosa). È obbligatorio mettere in vista all’esterno del veicolo la targa bianca e nera che indica i principianti e durante la guida si deve essere accompagnati da un guidatore esperto già in possesso della patente di Classe 1. Questa patente scade dopo sei mesi, durante i quali l’allievo deve ottenere la patente di Classe 1. |
| Patente di classe 1 | 第一種運転免許 | Patente ordinaria per condurre un veicolo privato. |
| Licenze di classe 2 | 第二種運転免許 | Necessaria per condurre veicoli commerciali adibiti al trasporto di persone quali taxi o autobus. Il guidatore deve avere almeno 21 anni e un’esperienza di guida con la patente di Classe 1 di almeno tre anni (ridotti a due per i membri del Jieitai). |

### Categorie
Le classi di veicoli sono le seguenti:
| Nome                     | giapponese     | Descrizione |
| ------------------------ | -------------- | --- |
| Veicolo pesante          | 大型自動車     | Qualunque veicolo con peso complessivo di almeno 11000 kg, con capacità massima di almeno 6500 kg o possibilità di trasporto di almeno 30 persone.                              |
| Veicolo medio            | 中型自動車     | Qualunque veicolo con peso complessivo fra 7500 kg e 11000 kg, con capacità massima di trasporto fra 4500 kg e 7500 kg o possibilità di trasporto da 11 a 29 persone.           |
| Veicolo semi-medio       | 準中型自動車   | Qualunque veicolo con peso complessivo fra 3500 kg e 7500 kg, con capacità massima di trasporto fra 2000 kg e 4500 kg e possibilità di trasporto di 10 persone al massimo.      |
| Veicolo ordinario        | 普通自動車     | Qualunque veicolo a motore con peso complessivo inferiore a 3500 kg, con capacità massima di trasporto inferiore a 2000 kg e possibilità di trasporto di 10 persone al massimo. |
| Veicolo speciale pesante | 大型特殊自動車 | Automezzi specialistici quali trattore agricolo o gru (tecnologia) utilizzati per lavori particolari e non classificati come veicoli speciali leggeri.                          |
| Veicolo speciale leggero | 小型特殊自動車 | Automezzi specialistici con velocità massima di 15 km/h al massimo e non più grandi di 4,7m x 1,7m x 2,8m.                                                                      |
| Motociclo pesante        | 大型自動二輪車 | Qualunque motociclo con cilindrata maggiore di 400cc. |
| Motociclo ordinario      | 普通自動二輪車 | Qualunque motociclo con cilindrata maggiore di 125cc. |
| Motociclo leggero        | 小型自動二輪車 | Qualunque motociclo con cilindrata maggiore di 50cc. |
| Ciclomotore              | 原動機付自転車 | Qualunque motociclo con cilindrata di 50cc al massimo. |

La patente limitata alla trasmissione automatica (AT限定免許) può essere rilasciata per veicoli ordinari (inclusa la patente Classe 2), classi di patente per motocicli ordinari e pesanti.

#### Classificazioni del tipo di veicolo
Le classificazioni del tipo di veicolo sono le seguenti:
| Patente di Classe 1                           | Patente di Classe 1                          | Tipi di veicoli consentiti                                                                                       | Tipi di veicoli consentiti                                                                                       | Tipi di veicoli consentiti                                                                                       | Tipi di veicoli consentiti                                                                                       | Tipi di veicoli consentiti                                                                                       | Tipi di veicoli consentiti                                                                                       | Tipi di veicoli consentiti                                                                                       | Tipi di veicoli consentiti                                                                                       | Tipi di veicoli consentiti                                                                                       | Tipi di veicoli consentiti                                                                                       | Età minima |
| Patente di Classe 1                           | Patente di Classe 1                          | Veicolo (自動車)                                                                                                 | Veicolo (自動車)                                                                                                 | Veicolo (自動車)                                                                                                 | Veicolo (自動車)                                                                                                 | Veicolo speciale (特殊自動車)                                                                                    | Veicolo speciale (特殊自動車)                                                                                    | Motociclo (自動二輪車)                                                                                           | Motociclo (自動二輪車)                                                                                           | Motociclo (自動二輪車)                                                                                           | Ciclomotore (原動機付自転車)                                                                                     | Età minima |
| Patente di Classe 1                           | Patente di Classe 1                          | Pesante (大型)                                                                                                   | Medio (中型) | Semi-Medio (準中型)                                                                                              | Ordinario (普通)                                                                                                 | Pesante (大型)                                                                                                   | Leggero (小型)                                                                                                   | Pesante (大型)                                                                                                   | Ordinario (普通)                                                                                                 | Leggero (小型)                                                                                                   | Ciclomotore (原動機付自転車)                                                                                     | Età minima |
| Patente automobilistica (自動車免許)          | Pesante (大型)                               | Consentito | Consentito | Consentito | Consentito | | Consentito | | | | Consentito | 20         |
| Patente automobilistica (自動車免許)          | Medio (中型)                                 | | Consentito | Consentito | Consentito | | Consentito | | | | Consentito | 20         |
| Patente automobilistica (自動車免許)          | Semi-Medio (準中型)                          | | | Consentito | Consentito | | Consentito | | | | Consentito | 18         |
| Patente automobilistica (自動車免許)          | Ordinario (普通)                             | | | | Consentito | | Consentito | | | | Consentito | 18         |
| Patente per veicoli speciali (特殊自動車免許) | Pesante (大型)                               | | | | | Consentito | Consentito | | | | Consentito | 18         |
| Patente per veicoli speciali (特殊自動車免許) | Leggero (小型)                               | | | | | | Consentito | | | | | 16         |
| Patente per motocicli (自動二輪車免許)        | Pesante (大型)                               | | | | | | Consentito | Consentito | Consentito | Consentito | Consentito | 18         |
| Patente per motocicli (自動二輪車免許)        | Ordinario (普通)                             | | | | | | Consentito | | Consentito | Consentito | Consentito | 16         |
| Patente per motocicli (自動二輪車免許)        | Leggero (小型)                               | | | | | | Consentito | | | Consentito | Consentito | 16         |
| Patente per ciclomotori (原動機付自転車免許)  | Patente per ciclomotori (原動機付自転車免許) | | | | | | | | | | Consentito | 16         |
| Patente per rimorchio (牽引免許)              | Patente per rimorchio (牽引免許)             | Necessaria per condurre qualunque veicolo con rimorchio pesante più di 750kg lordi (esclusi i veicoli in panne). | Necessaria per condurre qualunque veicolo con rimorchio pesante più di 750kg lordi (esclusi i veicoli in panne). | Necessaria per condurre qualunque veicolo con rimorchio pesante più di 750kg lordi (esclusi i veicoli in panne). | Necessaria per condurre qualunque veicolo con rimorchio pesante più di 750kg lordi (esclusi i veicoli in panne). | Necessaria per condurre qualunque veicolo con rimorchio pesante più di 750kg lordi (esclusi i veicoli in panne). | Necessaria per condurre qualunque veicolo con rimorchio pesante più di 750kg lordi (esclusi i veicoli in panne). | Necessaria per condurre qualunque veicolo con rimorchio pesante più di 750kg lordi (esclusi i veicoli in panne). | Necessaria per condurre qualunque veicolo con rimorchio pesante più di 750kg lordi (esclusi i veicoli in panne). | Necessaria per condurre qualunque veicolo con rimorchio pesante più di 750kg lordi (esclusi i veicoli in panne). | Necessaria per condurre qualunque veicolo con rimorchio pesante più di 750kg lordi (esclusi i veicoli in panne). | 18         |

## Formazione richiesta
Ci sono due opzioni per gli allievi. Nella prima, gli allievi possono frequentare una scuola guida designata e, una volta qualificatisi, non necessitano il superamento di una prova pratica ma devono sottoporsi a una prova scritta. Nella seconda, gli allievi possono frequentare una scuola guida non-designata o ottenere la pratica tramite altri mezzi, ma devono sottoporsi sia alla prova scritta sia alla prova pratica. L’esame di guida giapponese consiste in un esame scritto e in uno pratico per ogni livello di patente. La maggior parte dei giapponesi frequenta una scuola guida prima di fare questi esami (sebbene non sia obbligatorio) e, una volta completato il corso presso una scuola guida non designata, devono iscriversi alle prove nella prefettura nella quale hanno la residenza. La prova pratica consiste nel guidare un veicolo attraverso un percorso designato allo scopo rispettando le regole del codice stradale.
È possibile convertire le patenti straniere (fra le quali le italiane) in quelle giapponesi attraverso una procedura abbreviata, qualora sussista un accordo bilaterale. È sufficiente un esame della vista, ma per alcuni paesi possono essere necessari un esame scritto e uno pratico.
Paesi esenti dall’esame sono, al 2020: Islanda, Irlanda, Stati Uniti (limitati a Virginia, Hawaii, Maryland e Washington), Regno Unito, Italia, Australia, Austria, Paesi Bassi, Canada, Corea del Sud, Grecia, Svizzera, Svezia, Spagna, Slovenia, Repubblica Ceca, Danimarca, Germania, Nuova Zelanda, Norvegia, Ungheria, Finlandia, Francia, Belgio, Polonia, Portogallo, Principato di Monaco, Lussemburgo e Taiwan.

## Tessera della patente di guida
Ad ogni guidatore patentato viene rilasciata una tessera di patente di guida (運転免許証?, Unten Menkyo Shou), che si deve portare sempre ogni volta che si conduce i veicoli per i quali è abilitata.

### Schema di una tessera di patente di guida
| 氏 名                        | ◯ ◯ ◯ ◯                      | ◯ ◯ ◯ ◯ | ◯◯ＹＹ 年ＭＭ月 ＤＤ日生  | ◯◯ＹＹ 年ＭＭ月 ＤＤ日生 |          |          |          |
|                              |                              | |                           |                          |          |          |          |
| 住所                         | ◯◯◯◯◯◯◯◯◯◯◯◯◯◯               | ◯◯◯◯◯◯◯◯◯◯◯◯◯◯ | ◯◯◯◯◯◯◯◯◯◯◯◯◯◯            | ◯◯◯◯◯◯◯◯◯◯◯◯◯◯           |          |          |          |
| 交付                         | ◯◯ＹＹ年ＭＭ月ＤＤ日◯◯◯◯◯    | ◯◯ＹＹ年ＭＭ月ＤＤ日◯◯◯◯◯ | ◯◯ＹＹ年ＭＭ月ＤＤ日◯◯◯◯◯ | 撮 影                    |          |          |          |
| ◯◯ＹＹ年ＭＭ月ＤＤ日まで有効 | ◯◯ＹＹ年ＭＭ月ＤＤ日まで有効 | ◯◯ＹＹ年ＭＭ月ＤＤ日まで有効 | 運 転 免 許 証            | 撮 影                    |          |          |          |
| 免 許の 条件 等              |                              | | 運 転 免 許 証            | 撮 影                    |          |          |          |
| 番号                         | 第 1234 5678 9000 号         | 第 1234 5678 9000 号 | 運 転 免 許 証            | 撮 影                    |          |          |          |
| 二 • 小 • 原                 | ◯◯ＹＹ 年ＭＭ月 ＤＤ日       | \| 種 類 \| 大 型 \| 中 型 \| 普 通 \| 大 特 \| 大 自 二 \| 普 自 二 \| 小 特 \| \| 種 類 \| 原 付 \| け 引 \| 大 二 \| 中 二 \| 普 二 \| 大 特 二 \| け 引 二 \| | 運 転 免 許 証            | 撮 影                    |          |          |          |
| 他                           | ◯◯ＹＹ 年ＭＭ月 ＤＤ日       | \| 種 類 \| 大 型 \| 中 型 \| 普 通 \| 大 特 \| 大 自 二 \| 普 自 二 \| 小 特 \| \| 種 類 \| 原 付 \| け 引 \| 大 二 \| 中 二 \| 普 二 \| 大 特 二 \| け 引 二 \| | 運 転 免 許 証            | 都道府県 公安委員会      |          |          |          |
| 二種                         | ◯◯ＹＹ年ＭＭ月ＤＤ日         | \| 種 類 \| 大 型 \| 中 型 \| 普 通 \| 大 特 \| 大 自 二 \| 普 自 二 \| 小 特 \| \| 種 類 \| 原 付 \| け 引 \| 大 二 \| 中 二 \| 普 二 \| 大 特 二 \| け 引 二 \| | 運 転 免 許 証            | 都道府県 公安委員会      |          |          |          |
| 種 類                        | 大 型                        | 中 型 | 普 通                     | 大 特                    | 大 自 二 | 普 自 二 | 小 特    |
| 種 類                        | 原 付                        | け 引 | 大 二                     | 中 二                    | 普 二    | 大 特 二 | け 引 二 |

| 種 類 | 大 型 | 中 型 | 普 通 | 大 特 | 大 自 二 | 普 自 二 | 小 特    |
| 種 類 | 原 付 | け 引 | 大 二 | 中 二 | 普 二    | 大 特 二 | け 引 二 |

### Descrizione
Le sezioni dell’esempio di patente mostrate sono:
| No. | Giapponese       | Italiano                                           | Note |
| --- | ---------------- | -------------------------------------------------- | --- |
| 1   | 年 月 日生       | Data di nascita                                    | |
| 2   | 氏名             | Cognome e nome                                     | (ko) 子 significa femmina in questa illustrazione |
| 3   | 住所             | Indirizzo                                          | |
| 4   | 交付             | Data di rilascio della tessera                     | |
| 5   | 年 月 日まで有効 | Data di scadenza della tessera                     | Colore di fondo: verde per i neopatentati (valida 3 anni), blu per conducenti ordinari (valida 3 anni), dorato per buoni conducenti (nessuna infrazione durante il periodo della patente precedente, valida 5 anni)  |
| 6   | 免許の条件等     | Condizioni                                         | In questo esempio, veicoli fino a 8 tonnellate. Di consuetudine si include una limitazione alla trasmissione automatica (AT). È necessario sostenere un esame di guida a parte su un veicolo a trasmissione manuale. |
| 7   | 見本             | "Campione"                                         | Assente su patenti vere |
| 8   | 優良             | Superiore                                          | Annotazione per buoni conducenti (con sfondo dorato) |
| 9   | 番号             | Numero della licenza                               | |
| 10  | 二•小•原         | Data di primo rilascio delle patenti per motociclo | Include motocicli (二輪車), veicoli speciali leggeri (小型特殊自動車), o patente per ciclomotori (原動機付自転車).                                                                                                   |
| 11  | 他               | Data di primo rilascio di altre patenti            | Altre categorie escluse quelle commerciali. |
| 12  | 二種             | Data di primo rilascio di patenti commerciali      | Letteralmente significa ''Patente di guida di secondo tipo'' |
| 13  | 種類             | Categorie valide                                   | Le categorie valide sono mostrate con Kanji abbreviati, quelle non valide con un trattino. |
| 14  | 番号             | Numero                                             | Numero di riferimento interno all'ufficio. |
| 15  | 公安委員会       | Autorità rilasciante                               | Commissione di Pubblica Sicurezza della prefettura |
| 16  |                  | Timbro                                             | Timbro ufficiale della commissione di pubblica sicurezza della prefettura |
| 17  |                  | Foto                                               | |

### Formato data
Le date sono scritte nell’ordine anno-mese-giorno. Gli anni seguono lo schema delle ere del Giappone. I mesi e i giorni seguono il calendario gregoriano, come nei paesi occidentali.
| ◯◯ ＹＹ 年 | ＭＭ月                                              | ＤＤ日 |
| --- | --------------------------------------------------- | ------ |
| Era e anno | Mese                                                | Giorno |
| Meiji (明治?) 1868-1912 Taishō (大正?) 1912-1926 Shōwa (昭和?) 1926–1989 Heisei (平成?) 1989–2019 Reiwa (令和?) 2019– | January (01月?) February (02月?) — December (12月?) |        |

Ad esempio:
- la data di nascita del conducente (昭和５０年６月１日) è il primo giorno (１日) del sesto mese (６月) del 50º anno (５０年) di regno dell’Imperatore Shōwa (昭和), che secondo il calendario gregoriano è il 1º giugno 1975
- la data di scadenza (平成２４年０７月０１日) è il primo giorno (０１日) del settimo mese (０７月) del 24º anno (２４年) del regno dell’Imperatore Heisei (平成), che secondo il calendario gregoriano è il 1º luglio 2012

### Categorie di patenti
La patente include i nomi abbreviati delle categorie di veicoli. A scopo illustrativo, questo campione di patente mostra ogni categoria, i cui nomi si trovano sullo stesso punto in ogni patente. Se una categoria non è inclusa, al suo posto c’è un trattino orizzontale.
| Abbreviazione | 大型            | 中型                        | 普通                        | 大特                      | 大自二                        | 普自二                               | 小自二                                  | 小特                     |
| Nome completo | 大型自動車      | 中型自動車                  | 普通自動車                  | 大型特殊自動車            | 大型自動二輪車                | 普通自動二輪車                       | 小型自動二輪車                          | 小型特殊自動車           |
| Italiano      | Veicolo pesante | Veicolo medio               | Veicolo ordinario           | Veicolo speciale pesante  | Motociclo pesante             | Motociclo ordinario                  | Motociclo leggero                       | Veicolo speciale leggero |
|               |                 |                             |                             |                           |                               |                                      |                                         |                          |
| Abbreviazione | 原付            | け引                        | 大二                        | 中二                      | 普二                          | 大特二                               | け引二                                  |                          |
| Nome completo | 原動機付自転車  | 牽引自動車                  | 大型自動車第二種            | 中型自動車第二種          | 普通自動車第二種              | 大型特殊自動車第二種                 | 牽引自動車第二種                        |                          |
| Italiano      | Ciclomotore     | Veicolo trainante rimorchio | Veicolo commerciale pesante | Veicolo commerciale medio | Veicolo commerciale ordinario | Veicolo commerciale pesante speciale | Veicolo trainante rimorchio commerciale |                          |

### Modifiche
Le modifiche quali cambio di indirizzo possono essere registrate sul retro della patente. Per modifiche non eseguibili in questo modo è necessario il rilascio di una nuova tessera.

## Uso in altri paesi
In Italia è consentito usare la patente giapponese per un periodo massimo di un anno, entro il quale il conducente che abbia ottenuto la residenza sul territorio nazionale deve convertirla in una patente italiana recandosi presso una sede della motorizzazione civile con traduzione asseverata, due fototessere, referto medico non antecedente tre mesi, documento di identità e la tessera della patente di guida giapponese (in originale e in fotocopie).